# Leenrecht (media)
Leenrecht is het recht dat openbare bibliotheken hebben om auteursrechtelijk beschermde werken (zoals boeken, tijdschriften, CD's) uit te lenen.

## De Europese Unie en leenrecht
Richtlijn 92/100/EEG van 19 november 1992 poogde de auteurswet van de lidstaten te harmoniseren wat betreft het leenrecht.

## Het leenrecht in Nederland
Als tegenprestatie voor dit recht dragen de bibliotheken jaarlijks een leenrechtvergoeding af aan de Stichting Leenrecht, die ervoor zorgt dat deze gelden volgens een bepaalde verdeelsleutel doorgesluisd wordt aan de verschillende organisaties van rechthebbenden.

### Wettelijke regeling
Artikel 12 lid 1 sub 3 van de Auteurswet bepaalt dat onder openbaarmaking van een werk (niet bouwwerken of toegepaste kunst) ook het uitlenen ervan valt. Artikel 15c lid 1 van de Auteurswet bepaalt vervolgens dat het uitlenen geen inbreuk op het auteursrecht vormt indien er een billijke vergoeding wordt betaald. De leden 2 en 3 zonderen bepaalde instanties van deze vergoedingsplicht uit. De artikelen 15d-f van de Auteurswet attribueren een inningstaak aan een rechtspersoon die de minister moet vaststellen, nu is dat de Stichting Leenrecht.

### Achtergrond/Historie
Eind 1997 is de huidige regeling wettelijk van kracht geworden ter uitvoering van een in 1992 uitgevaardigde Europese richtlijn (no. 92/100). Daartoe is de Auteurswet 1912 zodanig aangepast dat het uitlenen of verhuren van auteursrechtelijk beschermde werken vanaf dat moment ook gezien werden als "auteursrechtelijk relevante openbaarmaking". Onder auteursrechtelijk beschermde werken worden hier verstaan geschriften (zoals boeken, bladmuziek en tijdschriften) en beeld en/of geluidsdragers (zoals CD's, dvd's, video's, enz.).
Onder uitlenen wordt verstaan: het tijdelijk ter beschikking stellen, zonder economisch of commercieel voordeel, door voor het publiek toegankelijke instellingen. Onder verhuren wordt verstaan: het tijdelijk ter beschikking stellen, met economisch of commercieel voordeel, door enige partij. Dit betekende dat zowel de bibliotheek, de kunstuitleen als de videotheek vanaf dat moment te maken kreeg met de leenrechtvergoeding.
Het leenrecht is ook van toepassing op het digitaal uitlenen van boeken, de zogenaamde ebooks.

## Het leenrecht in België
In januari 2004 keurde de federale ministerraad een KB (Koninklijk Besluit) van minister van economie Fientje Moerman goed ivm het leenrecht. Dit bepaalt dat per volwassene die zich inschrijft in een uitleeninstelling 1 euro per jaar betaald wordt als vergoeding voor de werken die hij leent. Voor een minderjarige wordt 0,50 euro aangerekend. De bibliotheekbezoekers moeten dit bedrag evenwel niet zelf betalen, maar de gemeenschappen doen dat in hun plaats. Die totale som wordt dan via beheersvennootschappen verdeeld onder de Belgische auteurs. Hoe vaker hun werk wordt uitgeleend, hoe meer ze krijgen uit de pot.